# Smicridea
Smicridea is een geslacht van schietmotten uit de familie Hydropsychidae. 
De wetenschappelijke naam van het geslacht is voor het eerst geldig gepubliceerd in 1871 door Robert McLachlan. Hij beschreef drie soorten:
- Smicridea fasciatella uit Texas;
- Smicridea saucia uit Peru;
- Smicridea murina uit Chili.

Smicridea is een omvangrijk geslacht en komt algemeen voor in Noord-, Midden- en Zuid-Amerika, van de zuidelijke Verenigde Staten tot Argentinië, evenals in de Antillen. Er zijn meer dan 170 soorten beschreven. Soorten uit Australië en Tasmanië die vroeger tot Smicridea werden gerekend, zijn verplaatst naar de geslachten Asmicridea of Smicrophylax. 
Oliver S. Flint Jr. onderscheidde in 1974 twee ondergeslachten: Smicridea sensu stricto en Rhyacophylax Müller, op basis van verschillen in de adering van de vleugels van de volwassen insecten.

## Soorten
- S. abrupta OS Flint, 1974
- S. acuminata OS Flint, 1974
- S. aequalis Banks, 1920
- S. albifrontalis AV Martynov, 1912
- S. albosignata Ulmer, 1907
- S. alticola OS Flint, 1964
- S. amplispina OS Flint, 1981
- S. anaticula OS Flint, 1981
- S. andicola OS Flint, 1991
- S. annulicornis (E Blanchard, 1851)
- S. anomala OS Flint & DG Denning, 1989
- S. anticura OS Flint & DG Denning, 1989
- S. appendicula OS Flint, 1974
- S. appendiculata OS Flint, 1972
- S. argentina (L Navas, 1918)
- S. aries RJ Blahnik, 1995
- S. arizonensis OS Flint, 1974
- S. astarte H Malicky, 1980
- S. aterrima Ulmer, 1911
- S. atrobasis OS Flint, 1983
- S. aurra OS Flint, 1991
- S. australis Ulmer, 1908
- S. banksi OS Flint, 1967
- S. bidactyla OS Flint & L Reyes-Arrunategui, 1991
- S. bidentata AV Martynov, 1912
- S. bifurcata OS Flint, 1974
- S. biserrulata OS Flint, 1991
- S. bivittata (HA Hagen, 1861)
- S. brasiliana (Ulmer, 1905)
- S. breviuncata OS Flint, 1974
- S. brunnescens OS FLint & JL Sykora, 2004
- S. bulara OS Flint & DG Denning, 1989
- S. bulbosa OS Flint, 1974
- S. caldwelli HH Ross, 1947
- S. caligata OS Flint, 1974
- S. calopa OS Flint, 1974
- S. campana OS Flint, 1974
- S. cariba OS Flint, 1968
- S. cartiensis OS Flint & DG Denning, 1989
- S. catherinae RJ Blahnik, 1995
- S. circinata OS Flint & DG Denning, 1989
- S. columbiana (Ulmer, 1905)
- S. comma Banks, 1924
- S. completa Banks, 1941
- S. complicatissima OS Flint & DG Denning, 1989
- S. compostela J Bueno-Soria, 1986
- S. conjuncta OS Flint, 1991
- S. cornuta OS Flint, 1974
- S. coronata OS Flint, 1980
- S. corralita OS Flint & DG Denning, 1989
- S. cubana K Kumanski, 1987
- S. cuna OS Flint, 1974
- S. curvipenis OS Flint, 1991
- S. chicoana OS Flint, 1983
- S. cholta OS Flint, 1974
- S. dampfi OS Flint, 1974
- S. decora (L Navas, 1930)
- S. dentifera OS Flint, 1983
- S. discalis OS Flint, 1972
- S. dispar (Banks, 1905)
- S. dithyra OS Flint, 1974
- S. duarte OS Flint & JL Sykora, 2004
- S. ephippifera OS Flint, 1978
- S. erecta OS Flint, 1974
- S. fasciatella R McLachlan, 1871
- S. figueroai RW Holzenthal, 2004
- S. filicata OS Flint & DG Denning, 1989
- S. forcipata OS Flint, 1983
- S. frequens (L Navas, 1930)
- S. froehlichi GL de Almeida & OS Flint, 2002
- S. fuscifurca L Botosaneanu, 1998
- S. gemina RJ Blahnik, 1995
- S. gladiator OS Flint, 1978
- S. gomezi RJ Blahnik, 1995
- S. gomphotheria RJ Blahnik, 1995
- S. grandis OS Flint, 1968
- S. grandisaccata OS Flint, 1991
- S. grenadensis OS Flint, 1968
- S. holzenthali OS Flint & DG Denning, 1989
- S. hybrida RJ Blahnik, 1995
- S. iguazu OS Flint, 1983
- S. inaequispina OS Flint, 1974
- S. inarmata OS Flint, 1974
- S. jamaicensis OS Flint, 1968
- S. jundiai GL de Almeida & OS Flint, 2002
- S. karukerae L Botosaneanu, 1994
- S. lacanja J Bueno-Soria & SW Hamilton, 1986
- S. latipala OS Flint & DG Denning, 1989
- S. lobata (Ulmer, 1909)
- S. magdalenae OS Flint, 1991

- S. magnipinnata OS Flint, 1991
- S. mangaratiba GL de Almeida & OS Flint, 2002
- S. manzanara OS Flint & DG Denning, 1989
- S. marlieri OS Flint, 1978
- S. martinica L Botosaneanu & A Thomas, 2005
- S. marua OS Flint, 1978
- S. matagalpa OS Flint, 1974
- S. matancilla OS Flint & DG Denning, 1989
- S. meridensis L Botosaneanu & OS Flint, 1982
- S. mesembrina (L Navas, 1918)
- S. microsaccata OS Flint, 1991
- S. minima OS Flint, 1968
- S. minuscula OS Flint, 1973
- S. mirama OS Flint & DG Denning, 1989
- S. mirnae GL de Almeida & OS Flint, 2002
- S. mucronata OS Flint & DG Denning, 1989
- S. multidens OS Flint & DG Denning, 1989
- S. murina R McLachlan, 1871
- S. nahuatl OS Flint, 1974
- S. nanda OS Flint, 1983
- S. nemorosa RW Holzenthal & RJ Blahnik, 1995
- S. nigerrima OS Flint, 1983
- S. nigricans OS Flint, 1991
- S. nigripennis Banks, 1920
- S. obesa Banks, 1938
- S. obliqua OS Flint, 1974
- S. octospina OS Flint, 1974
- S. olivacea OS Flint, 1983
- S. palifera OS Flint, 1981
- S. palmar JV Sganga, 2005
- S. pallidivittata OS Flint, 1972
- S. pampena OS Flint, 1980
- S. paranensis OS Flint, 1983
- S. parva Banks, 1939
- S. penai OS Flint & DG Denning, 1989
- S. peruana (AV Martynov, 1912)
- S. petasata OS Flint, 1981
- S. pipila OS Flint, 1974
- S. piraya OS Flint, 1983
- S. pochutla Bueno, Santiago-Fragoso & Barba-Alvarez, 2011
- S. polyfasciata AV Martynov, 1912
- S. probolophora OS Flint, 1991
- S. prorigera OS Flint, 1991
- S. protera (DG Denning, 1948)
- S. pseudolobata OS Flint, 1978
- S. pseudoradula OS Flint, 1991
- S. pucara OS Flint & DG Denning, 1989
- S. radula OS Flint, 1974
- S. ralphi GL de Almeida & OS Flint, 2002
- S. rara J Bueno-Soria, 1979
- S. redunca OS Flint & DG Denning, 1989
- S. reinerti OS Flint, 1978
- S. riita OS Flint, 1981
- S. ruginasa OS Flint, 1991
- S. salta OS Flint, 1974
- S. sattleri DG Denning & JL Sykora, 1968
- S. saucia R McLachlan, 1871
- S. scutellaria OS Flint, 1974
- S. sexspinosa OS Flint, 1978
- S. signata (Banks, 1903)
- S. simmonsi OS Flint, 1968
- S. singri RW Holzenthal & RJ Blahnik, 1995
- S. sirena J Bueno-Soria, 1986
- S. smilodon OS Flint & DG Denning, 1989
- S. soyatepecana J Bueno-Soria, 1986
- S. spinulosa OS Flint, 1972
- S. talamanca OS Flint, 1974
- S. tapanti RW Holzenthal & RJ Blahnik, 1995
- S. tarasca OS Flint, 1974
- S. titschacki OS Flint, 1975
- S. tobada OS Flint & DG Denning, 1989
- S. travertinera Paprocki, Holzenthal & Cressa, 2003
- S. tregala OS Flint & DG Denning, 1989
- S. truncata OS Flint, 1974
- S. turgida OS Flint & DG Denning, 1989
- S. turrialbana OS Flint, 1974
- S. ulmeri Banks, 1939
- S. ulva OS Flint, 1974
- S. unguiculata OS Flint, 1983
- S. unicolor (Banks, 1901)
- S. urra OS Flint, 1991
- S. varia (Banks, 1913)
- S. ventridenticulata OS Flint, 1991
- S. veracruzensis OS Flint, 1974
- S. vermiculata OS Flint, 1978
- S. vilela OS Flint, 1978
- S. villarricensis OS Flint, 1983
- S. voluta OS Flint, 1978
- S. weidneri OS Flint, 1972